# Tarbisu
Tarbisu (Tarbiṣu ou Tarbiṣi) est une ancienne cité de Mésopotamie située à environ 5 km au nord de Ninive. Elle correspond à l'actuel site de tell de Sharif Khan, dans le nord de l'Irak.

## Histoire
Tarbisu n'était qu'une bourgade mineure jusqu'à ce que Sennachérib déplace dans la proche Ninive le centre de l'empire assyrien.
Deux palais furent bâtis à Tarbisu dont l'un par Assarhaddon pour son fils et prince royal Assurbanipal. Deux temples y furent aussi fondés, dont l'un (É-meslam), dédié à Nergal, fut édifié par Sennachérib et agrandi par Assurbanipal.
L'une des portes des remparts de Ninive, au nord-ouest de la ville, fut consacrée à Nergal et la route qui en partait jusqu'à Tarbisu fut entièrement pavée par Sennachérib.
La cité fut conquise par les Mèdes, conduits par Cyaxare, dans la douzième année du règne de Nabopolassar, roi de Babylone. Elle disparut de l'histoire avec la chute de l'empire assyrien.

## Archéologie
Tarbisu fut fouillée par Austen Henry Layard puis par Sir Henry Rawlinson au milieu du xixe siècle, sous les auspices du British Museum,.